# Tân Thạnh, Thới Lai
Tân Thạnh là một xã thuộc huyện Thới Lai, thành phố Cần Thơ, Việt Nam.
Xã Tân Thạnh có diện tích 16,32 km², dân số năm 1999 là 7.928 người, mật độ dân số đạt 486 người/km².